# Wudu jezik
Wudu jezik (ISO 639-3: wud), nigersko kongoanski jezik podskuppine gbe, šire skupine left bank, kojim govori oko 2 000 ljudi iz plemena Wudu u Togu. Glavna središta gdje se jezik govori su Gbékon i Glitho.
Prema nekim podacima govornici su dvojezični u éwé ili francuskom [fra].

## Vanjske poveznice
- Ethnologue (15th)